# Lorena Zárate
Lorena Zárate (La Plata, 1971) és una professora d'història i actual presidenta d'Habitat International Coalition. És autora i coautora de diversos articles per a publicacions, així com compiladora i editora de llibres sobre temes vinculats al dret a l'habitatge, la producció social de l'hàbitat i el dret a la ciutat.

## Trajectòria
Entre 2004 i 2005 va participar en l'elaboració i difusió de la Carta Mundial pel Dret a la Ciutat. També va col·laborar amb la Relatoria Especial de l'ONU per al Dret a l'Habitatge Adequat i amb l'Oficina de l'Alt Comissionat de les Nacions Unides per als Drets Humans en l'elaboració d'informes temàtics i recomanacions per a governs nacionals i locals en relació amb les mesures per a garantir el dret a la terra, el dret a l'habitatge i el dret a la ciutat a escala global.
El gener de 2021, fou una de les 50 personalitats que signar el manifest «Dialogue for Catalonia», promogut per Òmnium Cultural i publicat a The Washington Post i The Guardian, a favor de l'amnistia dels presos polítics catalans i del dret d'autodeterminació en el context del procés independentista català. Els signants lamentaren la judicialització del conflicte polític català i conclogueren que aquesta via, lluny de resoldre'l, l'agreuja: «ha comportat una repressió creixent i cap solució». Alhora, feren una crida al «diàleg sense condicions» de les parts «que permeti a la ciutadania de Catalunya decidir el seu futur polític» i exigiren la fi de la repressió i l'amnistia per als represaliats.